# سيليان شيريدان
سيليان شيريدان (بالإنجليزية: Cillian Sheridan)‏ (23 فبراير 1989 جمهورية أيرلندا - ) هو لاعب كرة قدم أيرلندي، يلعب كمهاجم.

## وصلات خارجية
سيليان شيريدان على موقع قاعدة بيانات كرة القدم.إي يو (الإنجليزية)
- سيليان شيريدان على موقع ناشيونال فوتبول تيمز (الإنجليزية)
- سيليان شيريدان على موقع Soccerbase.com (لاعب) (الإنجليزية)
- سيليان شيريدان على موقع Soccerway.com (الإنجليزية)
- سيليان شيريدان على موقع عالم كرة القدم.نت (الإنجليزية)
- سيليان شيريدان على موقع AS.com (الإسبانية)